# Edmund Happold

Centre Georges Pompidou

Sir Edmund Happold, genannt Ted Happold, (* 8. November 1930 in Leeds; † 12. Januar 1996) war ein britischer Bauingenieur. Er war am Bau des Sydney Opera House beteiligt sowie am Centre Pompidou. Er ist der Gründer des Ingenieurbüros Buro Happold.

## Leben
Sein Vater Frank Happold war Professor für Biochemie an der Universität Leeds. Er studierte zuerst Geologie und nach Wehrersatzdienst (er war Quäker) Bauingenieurwesen an der Universität Leeds mit dem Bachelor-Abschluss 1957.
Nach einer kurzen Zeit im Architektenbüro von Alvar Aalto arbeitete er ab 1956 im Ingenieurbüro Arup. Im Team von Povl Ahm war er dort an der Planung der Kathedrale von Coventry beteiligt.  1959 wechselte er nach New York ins Ingenieurbüro Severud, Elstad and Kruger. Dort beeinflusste ihn besonders die Mitarbeit am David S. Ingalls-Eishockeystadium der Yale University des Architekten Eero Saarinen.
1961 kehrte er wieder zu Arup nach London zurück, wo er Leiter der progressiven Planungsabteilung Structures 3 wurde. Er war von Frei Otto stark beeinflusst und mit diesem befreundet und arbeitete mit ihm zusammen an Seilnetzstrukturen. Er baute dazu ein Labor auf mit Ian Liddell, Michael Dickson und Peter Rice. Einflüsse kamen auch von dem Werkstoffwissenschaftler James Edward Gordon, der sich konzeptuell mit Baustrukturen teilweise nach biologischem Vorbild befasste.
1976 verließ er Arup und gründete u. a. mit Liddell als Teilhaber und Michael Dickson (der nach Happolds Tod die Leitung des Ingenieurbüros übernahm) in Bath sein eigenes Ingenieurbüro Buro Happold, das heute 1900 Mitarbeiter in 21 Ländern beschäftigt. Im gleichen Jahr wurde er Professor für Bauingenieurwesen an der Universität Bath.
Happold gründete den Building Industry Council (später Construction Industry Council).

## Projekte (Auswahl)
- Sussex University (1960er Jahre, mit Basil Spence)
- Wohnsiedlung Central Hill, London Borough of Lambeth (1966–74, mit dem Architekten Edward Hollamby, Abriss seit 2017 in Planung)
- Riad Conference Center (1966, Architekt Trevor Dannatt)
- Hotel und Konferenzzentrum in Mekka (1966, mit Frei Otto, Rolf Gutbrod)
- Crucible Theatre in Sheffield (1968–70, mit dem Architekturbüro Renton Howard Wood Levin)
- Centre Georges-Pompidou (mit den Architekten Renzo Piano, Richard Rogers, Gianfranco Franchini gewann er den Design-Wettbewerb dazu 1971)
- Hyde Park Barracks in London (1970, mit Basil Spence)
- Multihalle in Mannheim (1975, mit Frei Otto)
- King Abdul Aziz Sporthalle in Jeddah (1979, mit Frei Otto)
- Sainsbury-Erweiterung des Worcester College in Oxford (1983, mit dem Architekturbüro MacCormac Jameson and Prichard)
- Voliere für Großvögel im Tierpark Hellabrunn (1976 bis 1980, Architekt: Jörg Gribl, Statik mit Michael Dickson, Beratung: Frei Otto)[3]
- Prototype House (1987), Werkstatt (1989) und Schlafsaal/Dormitory (1996), Hooke Park (Parnham College Woodland Campus, seit 2002 AA Woodland Campus) in Dorset (mit Frei Otto, Richard Burton, Edward Cullinan Architects)
- Diplomatenclub in Riad (1986, mit Frei Otto)

## Ehrungen
1991 erhielt er die Gold Medal der Institution of Structural Engineers, deren Präsident er 1986/87 war. Er erhielt 1970 die  Guthrie Brown Medal, erhielt die Eiffel Medal der Ecole Centrale de Paris und die Kerensky Medal der International Association for Bridge and Structural Design. 1994 wurde er als Knight Bachelor geadelt.
Er war einer der Royal Designers for Industry (RDI) und Vizepräsident der Royal Society of Arts.